# Pedaliaceae
Famille
Classification APG III (2009)
La famille des Pedaliaceae (Pédaliacées) regroupe des plantes dicotylédones. L'espèce la plus connue est le Sésame (Sesamum indicum).

## Étymologie
Le nom vient du genre type Pedalium, dérivé du latin pes ; pedis ; pedali, pied, peut-être en référence aux fruits qui se dispersent en s’accrochant aux pattes des animaux.
Alexandre de Théis y voit une origine grecque πηδαλιον / pedalion, « clou ; pointe », en référence au fruit « garni de quatre cornes ou pointes aiguës, à peu près comme celui du Trapa ».

## Classification
En classification phylogénétique APG (1998) la circonscription de cette famille était incertaine et pouvait inclure les Martyniaceae.
La classification phylogénétique APG II (2003) et la classification phylogénétique APG III (2009) ont depuis validé les Martyniaceae en tant que famille indépendante de Pedaliaceae.

## Liste des genres
Selon Angiosperm Phylogeny Website (12 nov. 2015) :
- Ceratotheca
- Dicerocaryum
- Harpagophytum
- Holubia
- Josephinia
- Linariopsis
- Pedalium
- Pterodiscus
- Rogeria
- Sesamothamnus
- Sesamum
- Trapella
- Uncarina

Selon NCBI (12 nov. 2015) :
- Ceratotheca
- Dicerocaryum
- Harpagophytum
- Holubia
- Josephinia
- Pedaliodiscus
- Pedalium
- Pterodiscus
- Rogeria
- Sesamothamnus
- Sesamum
- Trapella
- Uncarina

Selon DELTA Angio (12 nov. 2015) :
- Ceratotheca
- Dicerocaryum
- Harpagophytum
- Holubia
- Josephinia
- Linariopsis
- Pedaliodiscus
- Pedalium
- Pterodiscus
- Rogeria
- Sesamothamnus
- Sesamum
- Uncarina

Selon ITIS (12 nov. 2015) :
- Ceratotheca Endl.
- Harpagophytum DC. ex Meisn.
- Sesamum L.

## Liste des espèces
Selon NCBI (7 Jul 2010) :
- genre Ceratotheca
  - Ceratotheca triloba
- genre Harpagophytum
  - Harpagophytum grandidieri
  - Harpagophytum procumbens
- genre Pedalium
  - Pedalium murex
- genre Sesamothamnus
  - Sesamothamnus lugardii
- genre Sesamum
  - Sesamum alatum
  - Sesamum indicum
  - Sesamum radiatum
  - Sesamum schinzianum
- genre Uncarina
  - Uncarina roeoesliana